# Förstakammarvalet i Sverige 1928
Förstakammarvalet i Sverige 1928 var ett val i Sverige till Sveriges riksdags första kammare. Valet hölls i den åttonde valkretsgruppen i september månad 1928 för mandatperioden 1929-1936.
Två valkretsar utgjorde den åttonde valkretsgruppen: Malmöhus läns valkrets (12 mandat) och Gävleborgs läns valkrets (7 mandat). Ledamöterna utsågs av valmän från det landsting som valkretsarna motsvarade. För de städer som inte ingick i landsting var valmännen särskilda elektorer. Åttonde valkretsgruppen hade 7 elektorer från Gävle stad.
Val till den åttonde valkretsgruppen hade senast ägt rum sommaren 1921 som var ett icke-ordinarie nyval för hela första kammaren. Valet 1921 räknades även som den första valkretsgruppens valår, och de nästföljande grupperna skulle hålla sina val från och med 1922 och framåt, i ordning efter grupperna (andra gruppen höll val det andra året, 1922; tredje gruppen höll val det tredje året, 1923, och så vidare).

## Valresultat
| Parti                | Parti                                     | Partiledare                   | Röster | Röster | Mandat | Mandat |
| Parti                | Parti                                     | Partiledare                   | Antal  | +−     | Antal  | +−     |
| -------------------- | ----------------------------------------- | ----------------------------- | ------ | ------ | ------ | ------ |
|                      | Sveriges socialdemokratiska arbetareparti | Per Albin Hansson             | 86     | + 1    | 10     | ▬      |
|                      | Allmänna valmansförbundet                 | Arvid Lindman                 | 35     | – 2    | 4      | ▼1     |
|                      | Bondeförbundet                            | Olof Olsson i Kullenbergstorp | 31     | + 11   | 3      | ▲1     |
|                      | Frisinnade landsföreningen                | Carl Gustaf Ekman             | 9      | – 13   | 1      | ▬      |
|                      | Sveriges liberala parti                   | Eliel Löfgren                 | 7      | + 7    | 1      | ▬      |
|                      | Sveriges kommunistiska parti              | Nils Flyg                     | 3      | 0      | 0      | ▬      |
| Antal giltiga röster | Antal giltiga röster                      | Antal giltiga röster          | 171    | + 4    | 19     |        |

### Invalda riksdagsmän
Malmöhus läns valkrets:
- Knut von Geijer, n
- Jöns Jönsson, n
- Ivar Öhman, n
- Anders Henrikson, bf
- Axel Löfvander, bf
- Jöns Pålsson, lib
- Edwin Berling, s
- Sven Linders, s
- August Nilsson, s
- Johan Nilsson, s
- Olof Olsson, s
- Värner Rydén, s

Gävleborgs läns valkrets:
- Carl Schedin, bf
- Carl Carlsson, fris
- Jonas Andersson, n
- Carl Eriksson, s
- Per Granath, s
- Nils Norling, s
- Rickard Sandler, s